# Pere Saborit i Codina
Pere Saborit i Codina (Manlleu, 1961) es un filósofo español, miembro destacado de la Generación de la Transición (filosofía) y formato al Colegio de Filosofía de Barcelona, un grupo de debate activo durante la transición. Su pensamiento se basa en el análisis del nihilismo y ha recibido influencias del nietzscheanisme francés y de Clement Rosset.
Fue profesor consultor de la UOC y crítico de libros en la edición catalana del diario El País.
Recibió el Premio Documenta de narrativa por la obra El plato preferido de los gusanos (1987) y finalista del Premio Anagrama de ensayo por Vidas adosadas (2006). 
Ejerció como Profesor Asociado de la Facultad de Filosofía de la Universitat de Barcelona e impartió clases en el centro de secundaria IES Banús (Cerdanyola del Vallés, Barcelona), hasta su jubilación.

## Obras
En catalán
- Breu assaig sobre el no-res, Ed. Amarantos (1984)
- El plat preferit dels cucs, Edicions 62 (1987)
- Introducció al desconcert, Edicions 62 (1991)
- Històries del senyor X, Ed. Elipsis (2008)

En español
- Un gato portugués, Ed. Trabajos de Sísifo (1995)
- Anatomía de la ilusión, Ed. Pre-Textos (1997)
- Política de la alegría o los valoras de la izquierda, Ed. Pre-Textos (2002)
- Vidas adosadas, Ed. Anagrama (2006)
- Cuentos para idiotas, imbéciles y estúpidos, Universidad Autónoma de la Ciudad de México (2015)
- El plato preferido de los gusanos, Ediciones Trea (2016)
- Los colores de la paradoja, Ediciones Trea (2018)